# Fundacija Narodni dom
Fundacija Narodni dom je nastala 8. julija 2020, ustanovili sta jo krovni organizaciji Slovencev v Italiji Svet slovenskih organizaciji (SSO) in Slovenska kulturno gospodarska zveza (SKGZ) z namenom, da bi fundacija upravljala stavbo Narodnega doma, ko bi ga Republika Italija vrnila Slovencem v last in uporabo.
Republika Italija se je že leta 2001 z zakonom št. 38 (zaščitni zakon za slovensko manjšino) obvezala, da bo vrnila v uporabo slovenski narodni skupnosti stavbo Narodnega doma. Medtem so vanjo vselili Visoko šolo za prevajalce in tolmače Univerze v Trstu (Scuola per interpreti della Università di Trieste). Ob stoletnici fašističnega požiga slovenskega narodnega hrama so ustvarili Fundacijo, ki naj bi stavbo upravljala.
Leta 2022 je italijansko Kulturno ministrstvo končno prepisalo lastništvo na Fundacijo. Vrnitev Narodnega doma je bil rezultat dogovora med predsednikoma Italije Sergiom Mattarello in predsednikom Slovenije Borutom Pahorjem, protokol je bil podpisan v Trstu ob stoti obletnici požiga Narodnega doma.
Trenutno je Fundacija Narodni dom lastnica prostorov, a jih ne uporablja, ker se mora tržaška univerza še preseliti v drugo stavbo.
Leta 2024 je Fundacija Narodni dom pridobila tudi lastništvo stavbe Narodnega doma pri Svetem Ivanu nad Trstom, saj se je Dežela Furlanija Julijska krajina želela izogniti nepotrebnim in težavnim upravnim postopkom v zvezi dobrino, ki jo v polnosti upravlja slovenska narodna skupnost.
Leta 2025 je Fundacija dobila novi upravni odbor.